# Idotea ostroumovi
Idotea ostroumovi is een pissebed uit de familie Idoteidae. De wetenschappelijke naam van de soort is voor het eerst geldig gepubliceerd in 1895 door Sowinsky.